# Pushing Ice
Pushing Ice (pl. Pchanie Lodu) – powieść walijskiego pisarza science fiction Alastaira Reynoldsa wydana 28 października 2005 roku. Bohaterami książki, której akcja rozpoczyna się w niedalekiej przyszłości, jest załoga statku górniczego, która bada jeden z księżyców Saturna po tym jak opuszcza orbitę wokół planety i rozpoczyna ucieczkę poza granice Układu Słonecznego.

## Opis fabuły
Nowe, rozwijające się ekonomie w przestrzeni około-Ziemskiej napędzane są przez stałe dostawy komet, kierowanych ku planecie przez ogromne, atomowe statki górnicze, takie jak Skałoskoczek Belli Lind. Praca ta jest nazywana pchaniem lodu.
Bella i jej załoga bardzo potrzebują odpoczynku i napraw – aż do chwili gdy Janus, jeden z lodowych księżyców Saturna, w niewyjaśnionych okolicznościach wyrywa się ze swojej orbity. Gdy z dużą prędkością zaczyna opuszczać Układ Słoneczny, odpadają od niego kolejne warstwy kamuflażu. Pojawia się podejrzenie, że Janus nigdy nie był prawdziwym księżycem, a udającą go maszyną, która teraz zmierza ku oddalonej o dwieście-sześćdziesiąt lat świetlnych gwieździe Spica.
Skałoskoczek jest jedynym statkiem znajdującym się w pobliżu Janusa, więc Bella zgadza się dogonić maszynę i śledzić ją przez kilka ostatnich dni nim na zawsze znajdzie się poza zasięgiem ludzkości. Podejmując tę decyzję, kobieta rzuca swój statek i załogę w wir wydarzeń, które do granic możliwości przetestują wzajemną przyjaźń i lojalność. Janus skrywa bowiem więcej tajemnic, i nie wszystkie z nich będą dobrze przyjęte.